# Ноа Шнапп
Ноа Камерон Шнапп (англ. Noah Cameron Schnapp; 3 жовтня 2004) — американський актор. Відомий за роль Вілла Баєрса в науково-фантастичному мережевому серіалі жахів Netflix «Дивні дива» (2016—дотепер). Серед інших ролей актора — озвучення Чарлі Брауна в анімованому фільмі «Дрібнота у кіно» та роль Роджера Донована в історичній драмі Стівена Спілберґа «Міст шпигунів».

## Біографія
Шнапп народився в США, штат Нью-Йорк, у сім'ї Мітчелла і Карін Шнапп (Перес), і виріс у Скарсдейлі.  У нього є сестра-близнюк на ім'я Хлоя Шнапп.  Шнап  — єврей  і має свою бар-міцву в Ізраїлі . У нього також є канадське громадянство. Його батько має російське єврейське походження, тоді як його мати має марокканське єврейське походження.
Бажання зніматися у Шнаппа виникло, коли йому було близько 5 років після перегляду бродвейської постановки «Енні» .  Він виконував акторські ролі в шкільних і громадських виставах.  Коли йому було вісім років, його вчитель акторської майстерності запропонував йому зробити професійну кар’єру.  Батьки Шнаппа зарахували його до акторської програми Westchester's Star Kidz з тренером Елісон Ісбрандтсен, яка невдовзі направила його до MKS&D Talent Management для кар'єрних можливостей. 
Він і його колега Міллі Боббі Браун стали найкращими друзями після знімального процесу в серіалі від Netflix «Дивні дива».
Шнапп публічно оголосив, що є представником ЛГБТ-спільноти. Актор  ідентифікує себе геєм. Про це він сказав у відео, яке опублікував в обліковому акаунті TikTok 5 січня 2023 року. На відео видно, як він висловив полегшення від того, що сім’я та друзі прийняли його камінґ-аут, і він пожартував у підписі до відео: «Здається, я більше схожий на Вілла Байєрса, ніж я думав", маючи на увазі, що його персонаж із "Дивних див" також виявився геєм.

## Фільмографія

### Кінофільми
| Рік  | Назва                | Оригінальна назва           | Роль                | Примітки               |
| ---- | -------------------- | --------------------------- | ------------------- | ---------------------- |
| 2015 | Міст шпигунів        | Bridge of Spies             | Роджер Донован      |                        |
| 2015 | Дрібнота у кіно      | The Peanuts Movie           | Чарлі Браун (голос) |                        |
| 2016 | Angry Birds у кіно   | The Angry Birds Movie       | Джей (голос)        |                        |
| 2016 | Коло                 | The Circle                  | Лукас               | короткометражний фільм |
| 2017 | Ми знаємо лише це    | We Only Know So Much        | Отіс Коупленд       | постпродукція          |
| 2018 | Легенда про Геловіан | The Legends of Hallowaiian  | Кай (голос)         | відразу на відео       |
| 2019 | Абе                  | Abe                         | Абе                 |                        |
| 2020 | Чекаючи на Аню       | Waiting for Anya            | Джо                 |                        |
| 2020 | Габі та Геловін      | Hubie Halloween             | Томмі               |                        |
| 2021 | Хто ти, Чарлі Браун? | Who Are You, Charlie Brown? | себе                | Документальний фільм   |
| 2023 | Вихователь           | The Tutor                   | Джексон             |                        |

### Телебачення
| Рік          | Назва           | Оригінальна назва | Роль       | Примітка                                           |
| ------------ | --------------- | ----------------- | ---------- | -------------------------------------------------- |
| 2016—дотепер | Дивні дива      | Stranger Things   | Вілл Баєрс | епізодична роль (сезон 1) голосна роль (сезон 2-4) |
| 2017         | Ліпсінк Батл    | Lip Sync Battle   | себе       | Епізод: "Акторський склад серіалу Дивні дива"      |
| 2018         | Ліза за вимогою | Liza on Demand    | Еван       | Епізод: Пілот                                      |
| 2021         | Дивні акули     | Stranger Sharks   | себе       |                                                    |

### Відеоігри
| Рік  | Назва                                       | Голосова роль |
| ---- | ------------------------------------------- | ------------- |
| 2015 | The Peanuts Movie: Snoopy's Grand Adventure | Чарлі Браун   |

### Музичні відео
| Рік  | Назва          | Артист              |
| ---- | -------------- | ------------------- |
| 2016 | LA Devotee     | Panic! at the Disco |
| 2018 | In My Feelings | Drake               |

## Нагороди та номінації
| Рік  | Нагорода                   | Категорія                                                                           | Номінована робота | Результат |
| ---- | -------------------------- | ----------------------------------------------------------------------------------- | ----------------- | --------- |
| 2017 | Премія «Молодий актор»     | Найкраща гра в цифровому телесеріалі або кінофільмі — молодий актор                 | Дивні дива        | Номінація |
| 2017 | Премія Гільдії кіноакторів | Премія Гільдії кіноакторів США за найкращий акторський склад у драматичному серіалі | Дивні дива        | Перемога  |
| 2018 | Премія Гільдії кіноакторів | Премія Гільдії кіноакторів США за найкращий акторський склад у драматичному серіалі | Дивні дива        | Номінація |
| 2018 | Премія «Золоте дербі»      |                                                                                     | Дивні дива        | Номінація |
| 2018 | Премія «Золоте дербі»      | Номінація                                                                           | Дивні дива        |           |
| 2018 | Кіно- і телепремія MTV     | Кінонагорода MTV за найбільш лякаюче виконання \|                                   | Дивні дива        | Перемога  |
| 2018 | Кіно- і телепремія MTV     | Номінація                                                                           | Дивні дива        |           |
| 2019 | Премія вибору підлітків    |                                                                                     | Дивні дива        | Перемога  |
| 2020 | Премія Гільдії кіноакторів | Премія Гільдії кіноакторів США за найкращий акторський склад у драматичному серіалі | Дивні дива        | Номінація |

## Скандал
Після нападу ХАМАСу на Ізраїль світ нажахали звірства терористів, які нині закликають "влаштувати єврейський погром у рамках джихаду". Багато світових знаменитостей публічно підтримали невинних людей, які постраждали від рук бойовиків. Проте Ноа Шнапп, який сам є євреєм, обурився, що підтримувати Ізраїль не так "модно", як Україну. Шнапп додав, що його обурюють та приголомшують коментарі з підтримкою Палестини під фото злочинів ХАМАСу.
|  | Я помітив, що в соцмережах зараз тихо, як ніколи. Ті самі люди, які з радістю застрибнули у модні теми на кшталт підтримки України чи боротьби зі зміною клімату, зараз принишкли. Єврейський народ бачить ваше мовчання, і ми цього не забудемо. 40 немовлят були обезголовлені ХАМАСом і спалені на очах у батьків. Я сподіваюся, ми зможемо дійти згоди, що ХАМАС - терористична організація. Вони не представляють народ Палестини, коли надають перевагу вбивати ізраїльтян, а не захищати своїх людей. Ви або стаєте на бік Ізраїлю, або підтримуєте тероризм. Це не складний вибір. Вам має бути соромно |

, - написав Шнапп в Інстаграмі.
Актор також закликав припинити суперечки та стати на бік боротьби з тероризмом.
|  | Я опублікував фото прекрасної юної та безневинної дівчини, яку на музичному фестивалі схопив ХАМАС. Я зіштовхнувся з коментарями, що "нікому немає справи до свободи Палестини", і що "вона заслужила це, як і всі ізраїльські терористи". Невже люди втратили розум? Зупиніться! Вам не потрібно бути євреєм або ізраїльтянином, вам потрібно просто проявити емпатію і зрозуміти, що є неправильним, - висловився він. - Ми, єврейський народ, з нашою любов'ю одне до одного та до інших людей, сильніші, ніж ваша ненависть. Ми сильні. Ми співчутливі. Ми перемагали раніше, і переможемо знову |

У соцмережах багатьох українців обурили його заяви. Війну в Україні він назвав просто "модним приводом", применшивши таким чином її значення.
У жовтні 2023 року Шнапп висловив підтримку Ізраїлю у війні Ізраїлю та ХАМАС після нападу ХАМАС на Ізраїль у 2023 році.  Через місяць відео, опубліковане в соціальних мережах, показало, як він сидить і посміхається серед людей, які роздають наклейки «Сіонізм — це сексуально» та «Хамас — це ІДІЛ», у поєднанні з його попередніми коментарями, що змусило деяких шанувальників вимагати, щоб він бути виключеним з акторського складу «Дивні дива» і погрожувати бойкотувати п'ятий сезон шоу.  У січні 2024 року він опублікував відео TikTok, в якому заявив, що хоче миру для обох сторін і багато чому навчився з розмов з палестинськими друзями. У відео він попросив людей проявити більше розуміння та співчуття, і заявив, що відчуває, що його думки та переконання щодо війни були неправильно витлумачені.